# Titularbistum Serta
Serta ist ein Titularbistum der römisch-katholischen Kirche. 
Es geht zurück auf einen antiken Bischofssitz in der gleichnamigen Stadt, die sich in der römischen Provinz Mauretania Caesariensis im heutigen nördlichen Algerien befand.
| Titularbischöfe von Serta |                                               |                                             |                   |                   |
| Nr.                       | Name                                          | Amt                                         | von               | bis               |
| 1                         | Władysław Rubin                               | Weihbischof in Gnesen (Polen) Kurienbischof | 17. November 1964 | 30. Juni 1979     |
| 2                         | Giovanni Coppa Titularerzbischof pro hac vice | Kurienerzbischof Apostolischer Nuntius      | 1. Dezember 1979  | 24. November 2007 |
| 3                         | Joseph Spiteri Titularerzbischof pro hac vice | Apostolischer Nuntius                       | 21. Februar 2009  |                   |